# Weilerhofer See
Der Weilerhofer See liegt im Stadtgebiet Niederkassel nahe dem Weilerhof. Er hat eine Oberfläche von 10,9 Hektar, ist bis zu 25 Meter tief und als Naturschutzgebiet SU-022 ausgewiesen. Das Gewässer zählt zu den zehn wichtigsten Biotop-Seen in Deutschland. Für den Uferbereich des eingezäunten Sees gilt daher ein generelles Betretungsverbot. Betreut wird das 28 ha große Gelände vom Naturschutzbund Deutschland.
Bis 1997 war der Weilerhofer See ein Auskiesungsgelände und wurde später als Badesee genutzt. Im heutigen Biotop konnten bisher 77 verschiedene Vogelarten beobachtet werden, davon 15 Arten aus der Roten Liste, wie zum Beispiel der Haubentaucher. Von den vorkommenden Vogelarten brüten 34 am See, unter anderem Sperber, Kiebitz, Turteltaube, Teichrohrsänger, Grünling, Rohrammer und Goldammer.
Im Weilerhofer See wachsen unter anderem die Baumleuchteralge (Tolypella sp., siehe dazu auch: Armleuchteralgen) und die Knäuel-Armleuchteralge (Tolypella glomerata). An Fischarten gibt es den Bitterling, Gründling, Zander, Barsche, Rotaugen und Hechte. 2000 wurden durch die Landesanstalt für Ökologie Edelkrebse eingesetzt, deren Population sich stabilisiert hat. Außerdem gibt es im See einen Bestand an Großmuscheln.
Die angrenzenden Magerwiesen werden mit Hilfe von Ziegen vor Konkurrenzpflanzen geschützt.